# بطولة الأمم الخمس 1952
بطولة الأمم الخمسة 1952 (بالإنجليزية: 1952 Five Nations Championship)‏ هو الموسم 58 من  بطولة الأمم الخمسة. كان عدد الأندية المشاركة فيه  5، وفاز فيه منتخب ويلز الوطني لاتحاد الرغبي.